# Liotryphon masoni
Liotryphon masoni là một loài tò vò trong họ Ichneumonidae.